# Apocryptophagus explorator
Apocryptophagus explorator is een vliesvleugelig insect uit de familie Torymidae. De wetenschappelijke naam is voor het eerst geldig gepubliceerd in 1855 door Coquerel.